# Wielka premiera
Wielka premiera (ang. 1st Night) – brytyjska komedia romantyczna z gatunku musical z 2010 roku w reżyserii Christophera Menaula. Wyprodukowana przez wytwórnię Scorpio Films.
Zdjęcia do filmu zrealizowano w Mediolanie we Włoszech.

## Fabuła
Zamożny biznesmen Adam (Richard E. Grant) marzy o zaśpiewaniu w operze. Zaprasza do swojej szkockiej posiadłości grupę śpiewaków i razem z nimi rozpoczyna próby do „Così fan tutte” Mozarta. Jego zainteresowanie wzbudza piękna dyrygentka chóru, Celia (Sarah Brightman).

## Obsada
Źródło: Filmweb
- Richard E. Grant jako Adam
- Sarah Brightman jako Celia
- Mía Maestro jako Nicoletta
- Oliver Dimsdale jako Phillip
- Edyta Budnik jako Bertha
- Julian Ovenden jako Tom
- Tessa Peake-Jones jako pani Hammond
- Laura Power jako Stella
- Stanley Townsend jako Paolo Prodi